# Muscari alpanicum
Muscari alpanicum là một loài thực vật có hoa trong họ Măng tây. Loài này được Schchian mô tả khoa học đầu tiên năm 1938.